# Mihai Constantinescu
 (mai 2016).
Le contenu est difficilement compréhensible vu les erreurs de traduction, qui sont peut-être dues à l'utilisation d'un logiciel de traduction automatique.
Pour les articles homonymes, voir Constantinescu.
Mihai Constantinescu, né le 4 janvier 1946 à Bucarest et mort le 29 octobre 2019 dans la même ville[réf. nécessaire], est un chanteur roumain de musique pop.

## Biographie
Mihai Constantinescu est diplômé de l'institut d'Éducation physique de Bucarest en 1973. En 1972, il termine l'école des arts dans la classe de Florica Orăscu. Il fait partie du chœur de la radio des enfants, et il entre dans le groupe MONDIAL en 1964. Il commencera à sortir ses propres chansons dans cette période, notamment des chansons de « marionnettes ».
Mihai Constantinescu chante avec le groupe Modern Group de Petre Magdin. Les premiers enregistrements sont faits à la demande de Titus Munteanu, du répertoire français, qui fut présent à une des auditions organisées par la classe de Florica Orăscu.
Il meurt le 29 octobre 2019 après plusieurs mois de coma artificiel.

### Apparitions et activité musicale
Mihai Constantinescu fait partie du Trio Formidabil (https://www.youtube.com/watch?app=desktop&persist_app=1&noapp=1&v=xIWLjzJPeXE) de Titus Munteanu qui comprend également Olimpia Panciu et Marius Țeicu (https://www.youtube.com/watch?v=HGOkQmRwTk8&app=desktop). En 1999, il sort son premier single, Iubiți și câinii vagabonzi (« Aimez aussi les chiens errants » en français). En 2003, l'un des albums d'Anastasia Lazariuc comprend des chansons écrites par Mihai Constantinescu.
Il a visité tous les anciens pays socialistes, l'Allemagne, les États-Unis et certains pays d'Europe. En mai 2002, il reçoit le diplôme d'honneur de Gala Muzicii Ușoare pour Une journée dans les étoiles par le ministère de la Culture. La même année, un groupe de compositeurs roumains publie un livre sur ses chansons des trois décennies précédentes.

## Prix
En 1975, Mihai Constantinescu obtient le troisième prix au Festival des hits de Dresde avec la chanson Am visat (« J'ai rêvé » en français) interprétée par Corina Chiriac. En 1981, il obtient le premier prix dans l'émission Șlagăre în devenire pour sa chanson I.E.F.S ura!.

## Discographie
- 1974 - Iubiți-ne că sîntem flori / De unde vii? / Penița / Sora mea cea mică (EP - Electrecord)
- 1979 - Olimpia Panciu - Mihai Constantinescu  (EP - Electrecord)
- 1972 - Marius, Olimpia, Mihai (album - Electrecord)
- 1972 - Un zîmbet și o floare (album - Electrecord)
- 1978 - O floare (album - Electrecord)
- 1980 - Mihai Constantinescu (album - Electrecord)
- 1982 - Speranță și vis (album - Electrecord)
- 1983 - Hei, copilărie (album - Electrecord)
- 1985 - Mihai Constantinescu (album - Electrecord)
- 1986 - Te caut mereu (album - Electrecord)
- 1987 - Sus în deal (album - Electrecord)
- 1987 - Sînt un om obișnuit (album - Electrecord)
- 1989 - Cîntă iubire (album - Electrecord)
- 1991 - La est și vest de Prut (album - Electrecord)
- 1993 - Adio tristețe (album - Electrecord)
- 1994 - Maria (album - Electrecord)
- 1994 - Cine știe (album - Electrecord)
- 1996 - Anotimpurile (album)
- 1999 - O lume minunată (album)
- 2000 - Samba, samba (album)
- 2010 - Parte din viața mea 4 CD Box (compilațion)

## Source
- Alternative Pop-dance, Daniela Caraman Fotea, Titus Andrei, Editura Humanitas, 2003, collection Ecran-Magazin.